# Campionat del Món de Trial 1995
|  | Per al campionat del món en pista coberta d'aquell any, vegeu Campionat del Món de Trial indoor 1995 |

La temporada de 1995 del Campionat del Món de trial fou la 21a edició d'aquest campionat, organitzat per la FIM. El calendari oficial constava de 10 proves puntuables, celebrades entre el 9 d'abril i el 5 de setembre.
Jordi Tarrés va guanyar el seu setè i últim títol mundial, el tercer amb la Gas Gas. El català va establir una fita que no va ser igualada fins al 2003, quan Dougie Lampkin va guanyar el seu setè títol mundial consecutiu a l'aire lliure (l'anglès, a més, en va guanyar cinc de trial indoor).
El principal rival de Tarrés el 1995 va ser Marc Colomer, que havia tornat a Montesa i va ser subcampió després de guanyar quatre proves durant la temporada, una menys que Tarrés. L'altra de les deu puntuables la va guanyar Tommi Ahvala, tercer classificat final. Dougie Lampkin fou quart i Joan Pons cinquè.
Aquella fou la primera temporada d'ençà de la de 1969 en què no es disputava cap trial puntuable per al campionat a Catalunya. Des d'aleshores, el Gran Premi d'Espanya de Trial anà variant anualment d'emplaçament per tot l'estat espanyol, tornant a terres catalanes ocasionalment.

## Sistema de puntuació
Barem de puntuació a partir de 1984:
| Posició | 1  | 2  | 3  | 4  | 5  | 6  | 7 | 8 | 9 | 10 | 11 | 12 | 13 | 14 | 15 |
| Punts   | 20 | 17 | 15 | 13 | 11 | 10 | 9 | 8 | 7 | 6  | 5  | 4  | 3  | 2  | 1  |

## Calendari
| Ronda | Data          | Prova         | Lloc                      | Guanyador    |
| ----- | ------------- | ------------- | ------------------------- | ------------ |
| 1     | 9 d'abril     | Luxemburg     | Warken                    | Tommi Ahvala |
| 2     | 16 d'abril    | Gran Bretanya | Hawkstone Park            | Jordi Tarrés |
| 3     | 23 d'abril    | Irlanda       | Sugar Loaf Mountain       | Marc Colomer |
| 4     | 14 de maig    | Bèlgica       | Bilstain                  | Jordi Tarrés |
| 5     | 28 de maig    | Polònia       | Nowy Targ                 | Marc Colomer |
| 6     | 4 de juny     | Itàlia        | San Gemini                | Jordi Tarrés |
| 7     | 18 de juny    | Espanya       | Bilbao                    | Marc Colomer |
| 8     | 25 de juny    | França        | Saint-Michel-de-Maurienne | Jordi Tarrés |
| 9     | 16 de juliol  | Andorra       | La Rabassa                | Jordi Tarrés |
| 10    | 5 de setembre | Finlàndia     | Hèlsinki                  | Marc Colomer |

1. ↑  A les muntanyes Wicklow

## Classificació final
| Posició | Pilot                | Motocicleta | Punts |
| ------- | -------------------- | ----------- | ----- |
| 1       | Jordi Tarrés         | Gas Gas     | 179   |
| 2       | Marc Colomer         | Montesa     | 171   |
| 3       | Tommi Ahvala         | Fantic      | 130   |
| 4       | Dougie Lampkin       | Beta        | 118   |
| 5       | Joan Pons            | Gas Gas     | 114   |
| 6       | Donato Miglio        | Gas Gas     | 94    |
| 7       | Bruno Camozzi        | Beta        | 81    |
| 8       | Steve Colley         | Gas Gas     | 73    |
| 9       | Amós Bilbao          | Beta        | 63    |
| 10      | Kenichi Kuroyama     | Beta        | 53    |
| 11      | Marcel Justribó      | Beta        | 50    |
|         |                      |             |       |
| 15      | José Antonio Benítez | Gas Gas     | 11    |
| 16      | Gabriel Reyes        | Montesa     | 8     |
|         |                      |             |       |
| 19      | David Cobos          | Gas Gas     | 6     |